# Preah Pithu
Preah Pithu (in lingua khmer: ប្រាសាទព្រះពិធូរ), o Prah Pithu, è un gruppo di cinque templi minori di Angkor, in Cambogia.

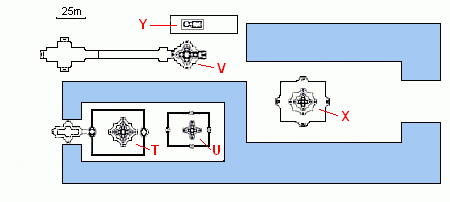
Mappa di Preah Pithu

## Il sito
Si trova entro le mura di Angkor Thom, a nord-est del Bayon, di fronte al Tep Pranam. I templi sono costruiti a breve distanza tra loro, ma non sono stati costruiti nello stesso periodo, tranne due, per cui non sono disposti in modo granché ordinato. Vengono identificati con lettere dell'alfabeto: T, U, V, W e X. Il tempio "X" è buddista, appare incompleto ed è probabilmente quello costruito per ultimo. Gli altri quattro sono induisti. I cinque templi sono in cattive condizioni, le loro parti superiori sono rovinate, ma le parti scolpite, pur se spesso in forma di frammenti sparsi sul terreno, sono di buona fattura. Inoltre il sito offre il vantaggio di essere piuttosto tranquillo, ombreggiato e poco frequentato. Un fossato, spesso asciutto, circonda alcuni dei templi. Il sito fu ripulito dalla vegetazione inizialmente da Jean Commaille nel 1908 e successivamente da Henri Marchal, dal 1918 al 1920.

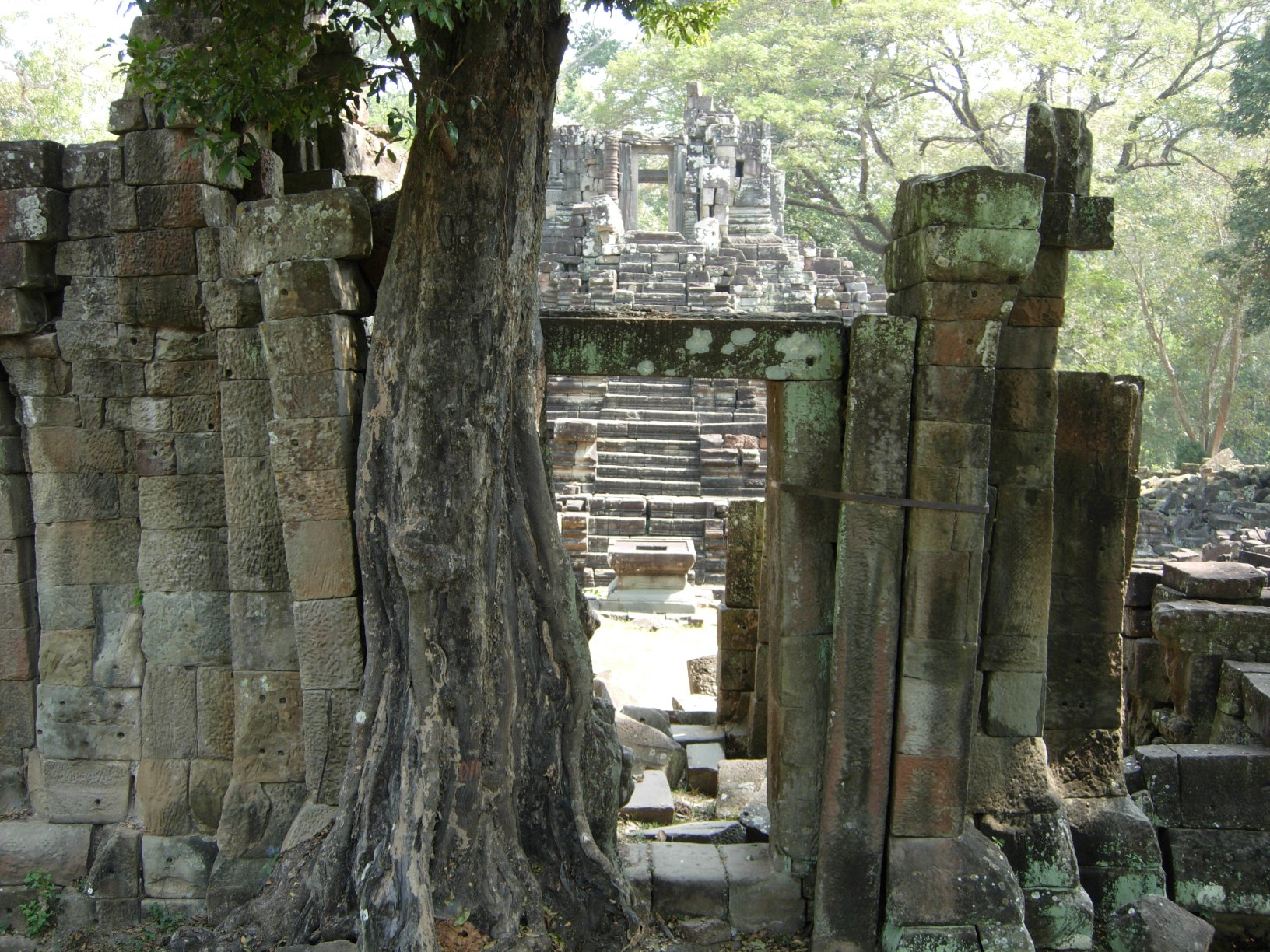
Scorcio del tempio "T" - Preah Pithu

### I templi "T" e "U"
Furono quasi sicuramente costruiti assieme, dato che hanno un asse di simmetria Ovest-Est comune e sono circondati dallo stesso fossato. Sono orientati a ovest e l'attraversamento del fossato si attua tramite una terrazza cruciforme di ingresso a due livelli, con balaustrate nāga. Il tempio "T" ha un muro di recinzione in arenaria, che delimita un'area di 45 per 40 metri. Ha due gopura sull'asse principale Ovest-Est. Il santuario, sopraelevato tramite una piattaforma ornata a tre livelli alta 6 metri, ha una camera che conteneva un grosso linga sul suo piedistallo. I frammenti dell'architrave della porta occidentale, sparsi sul terreno, mostrano una raffigurazione stilizzata della classica "agitazione del mare di latte", mentre le pareti sono decorate con devata e motivi floreali, in stile Bayon. 
Il tempio "U" è simile a "T", ma più piccolo e semplice, senza gopura. L'area recintata misura 35 per 28 metri. L'architrave della porta occidentale ha scolpita la Trimurti, con un Shiva danzante su una "testa di kala", tra Visnù e Brahmā. Le pareti interni sono scolpite con dvarapala in bassorilievo, gli archi ciechi alla base dei pilastri sono tipici del periodo Angkor Wat. Sull'architrave dell'ingresso settentrionale c'è un'ulteriore raffigurazione dell'agitazione del mare di latte.

### Il tempio "X"
Il tempio "X" si erge su un'ampia terrazza, alta 4 metri, circa 100 metri ad est di "U", da cui lo si può raggiungere direttamente se il fossato è secco. È simile nel progetto ai templi precedenti, ma è di dimensioni maggiori ed è rimasto incompiuto nelle decorazioni. "X" è un tempio buddista: sulle pareti della camera centrale è scolpita una doppia fila di Buddha. Anche gli architravi riportano motivi buddisti. I frammenti più interessanti, che illustrano la scena esemplare di Siddharta che si taglia la chioma, sono comunque stati asportati. Verso est la terrazza in laterite è circondata da sema, che delimitano la zona sacra. 

### Il tempio "V"
All'esterno di ciò che resta del fossato, a nord del tempio "U", vi è il tempio "V". È orientato ad est, dove si apre con un doppio vestibolo, e non è recintato. A ovest ha una strada lastricata rialzata che finisce in una terrazza cruciforme, lunga una quarantina di metri, che dà sull'angolo nordest della Piazza Reale. La camera centrale del santuario, che si eleva su un basamento scolpito a due livelli, è la più vasta, essendo un quadrato di 3,8 m di lato, ed ospitava un linga alto 1,5 m. Le decorazioni esterne, nello stile Angkor Wat, sono incomplete.

### Il tempio "Y"
Il tempio "Y" non ha né basamento né scalinate e si trova su una sopraelevazione fatta di terra, a nord di "V". Risale al periodo compreso tra Angkor Wat e Bayon. Orientato a est, ha come entrata un lungo mandapa, collegato da un vestibolo alla camera del santuario, che misura 3,5 m per 3,0 m, in cui si trovava un linga alto 0,95 m. La camera più grande è in buona parte collassata, ma sul lato ovest che dà sul vestibolo sono ancora visibili due notevoli mezzi frontoni, con le raffigurazioni di Krishna che sconfigge il demone Bana a nord e dei tre grandi passi di Vāmana su quello sud.